# Pampa del Infierno
Pampa del Infierno – miasto w Argentynie, w prowincji Chaco, stolica departamentu Almirante Brown.
Według danych szacunkowych na rok 2010 miejscowość liczyła 9 063 mieszkańców.